# Кастелвекана
Кастелвека̀на (на италиански и на ломбардски: Castelveccana) е село и община в Северна Италия, провинция Варезе, регион Ломбардия. Разположено е на 257 m надморска височина, на източния бряг на езеро Лаго Маджоре. Населението на общината е 1196 души (към 2017 г.).